# Villers-Marmery
Villers-Marmery és un municipi francès, situat al departament del Marne i a la regió del Gran Est. L'any 2007 tenia 558 habitants.

## Demografia

### Població
El 2007 la població de fet de Villers-Marmery era de 558 persones. Hi havia 220 famílies, de les quals 60 eren unipersonals (20 homes vivint sols i 40 dones vivint soles), 64 parelles sense fills, 80 parelles amb fills i 16 famílies monoparentals amb fills.
La població ha evolucionat segons el següent gràfic:
Habitants censats

### Habitatges
El 2007 hi havia 264 habitatges, 230 eren l'habitatge principal de la família, 7 eren segones residències i 26 estaven desocupats. 259 eren cases i 5 eren apartaments. Dels 230 habitatges principals, 199 estaven ocupats pels seus propietaris, 25 estaven llogats i ocupats pels llogaters i 6 estaven cedits a títol gratuït; 5 tenien dues cambres, 17 en tenien tres, 38 en tenien quatre i 170 en tenien cinc o més. 167 habitatges disposaven pel capbaix d'una plaça de pàrquing. A 89 habitatges hi havia un automòbil i a 116 n'hi havia dos o més.

### Piràmide de població
La piràmide de població per edats i sexe el 2009 era:
| Homes | Edats   | Dones |
| ----- | ------- | ----- |
| 0     | 95 o +  | 4     |
| 0     | 90 a 94 | 0     |
| 0     | 85 a 89 | 8     |
| 0     | 80 a 84 | 0     |
| 12    | 75 a 79 | 8     |
| 8     | 70 a 74 | 16    |
| 8     | 65 a 69 | 12    |
| 12    | 60 a 64 | 16    |
| 4     | 55 a 59 | 8     |
| 16    | 50 a 54 | 0     |
| 24    | 45 a 49 | 28    |
| 32    | 40 a 44 | 44    |
| 28    | 35 a 39 | 12    |
| 40    | 30 a 34 | 36    |
| 16    | 25 a 29 | 28    |
| 16    | 20 a 24 | 12    |
| 24    | 15 a 19 | 16    |
| 16    | 10 a 14 | 44    |
| 28    | 5 a 9   | 8     |
| 20    | 0 a 4   | 16    |

## Economia
El 2007 la població en edat de treballar era de 367 persones, 284 eren actives i 83 eren inactives. De les 284 persones actives 279 estaven ocupades (151 homes i 128 dones) i 5 estaven aturades (3 homes i 2 dones). De les 83 persones inactives 39 estaven jubilades, 30 estaven estudiant i 14 estaven classificades com a «altres inactius».

### Ingressos
El 2009 a Villers-Marmery hi havia 229 unitats fiscals que integraven 568,5 persones, la mediana anual d'ingressos fiscals per persona era de 23.645 €.

### Activitats econòmiques
Dels 19 establiments que hi havia el 2007, 6 eren d'empreses alimentàries, 4 d'empreses de construcció, 4 d'empreses de comerç i reparació d'automòbils, 1 d'una empresa d'hostatgeria i restauració, 1 d'una empresa financera, 2 d'empreses de serveis i 1 d'una empresa classificada com a «altres activitats de serveis».
Dels 5 establiments de servei als particulars que hi havia el 2009, 1 era un paleta, 1 guixaire pintor, 1 lampisteria, 1 electricista i 1 restaurant.
L'any 2000 a Villers-Marmery hi havia 126 explotacions agrícoles que ocupaven un total de 288 hectàrees.

## Equipaments sanitaris i escolars
El 2009 hi havia una escola elemental.

## Poblacions més properes
El següent diagrama mostra les poblacions més properes.